# Књажевићи
Књажевићи (рус. Княжевичи) су руска племићка породица, пореклом из Србије.
Након пустошења Личког краја током окупације од стране Османског царства у периоду 1527-1699, на ове просторе су почели да долазе досељеници, углавном Срби. Погранични положај региона приморао их је да се баве војним пословима; многи од њих су се истакли, стекли почасти, баронско и племићко достојанство. Породица Књажевића, која се одавде населила у многе земље, припадала је броју оних који су се прославили. Један од њих, Максим Дмитријевић Књажевић, преселио се у Русију 1773. године и ступио у руску војну службу; касније, у цивилном животу: био је уфски покрајински тужилац. Његови синови Дмитриј, Александар, Николај и Владислав, адекватно су наставили своју службу у Русији.
Породица Књажевић је уврштена у Племићку родословну књигу Тауридске губерније Руске империје.